# پاسکال پارادیس
 پاسکال پارادیس (فرانسوی: Pascale Paradis‎؛ زاده ۲۴ آوریل ۱۹۶۶) یک تنیس‌باز اهل فرانسه است.